# Mariano Torresi
Luis Mariano Torresi est un footballeur argentin né le 26 janvier 1981.